# 扇苞黄堇
扇苞黄堇（学名：Corydalis rheinbabeniana）为罂粟科紫堇属下的一个变种。

## 扩展阅读
維基物種上的相關：扇苞黄堇